# KECY-TV
KECY-TV est une station de télévision américaine détenue par le groupe News-Press & Gazette Company et diffusée sur les zones d'El Centro en Californie et de Yuma dans l'Arizona.
La station est découpée en quatre sous-signaux ayant chacun des programmes différents. Sur le premier canal, la principale affiliation est Fox Broadcasting Company nommé FOX9 et MyNetworkTV comme affiliation secondaire. Les autres canaux sont affiliés à ABC nommé ABC5, The CW nommé CW6 et Telemundo nommé T3.

## Diffusion
| Canal virtuel | Image | Ratio | Programmation             |
| ------------- | ----- | ----- | ------------------------- |
| 9.1           | 720p  | 16:9  | KECY / FOX et MyNetworkTV |
| 9.2           | 720p  | 16:9  | ABC                       |
| 9.3           | 480i  | 16:9  | The CW                    |
| 9.4           | 720p  | 16:9  | KESE-LP (en) / Telemundo  |